# Før det brænder
Før det brænder er en dansk dokumentarfilm fra 1977 instrueret af Mogens Petersen efter eget manuskript.

## Handling
Filmen skildrer de mange farer, der lurer i hverdagen, for at brand kan opstå i hjemmet. Der redegøres for de menneskelige fejl, der i høj grad er medvirkende til, at brande opstår, og der gives gode råd om forebyggelse og slukning.